# Валь-де-Мез
Валь-де-Мез (фр. Val-de-Meuse) — муніципалітет у Франції, у регіоні Гранд-Ест, департамент Верхня Марна. 1 січня 2012 року від Валь-де-Мез відділилися муніципалітети Аврекур та Соксюр. Населення — 1813 осіб (01.01.2021).
Муніципалітет розташований на відстані близько 260 км на схід від Парижа, 135 км на південний схід від Шалон-ан-Шампань, 30 км на південний схід від Шомона.

## Історія
До 2015 року муніципалітет перебував у складі регіону Шампань-Арденни. Від 1 січня 2016 року належить до нового об'єднаного регіону Гранд-Ест.

## Демографія
Динаміка населення (INSEE ):
Розподіл населення за віком та статтю (2006):
| Стать | Всього | До 15 років | 15-24 | 25-44 | 45-64 | 65-85 | Понад 85 |
| --- | ------ | ----------- | ----- | ----- | ----- | ----- | -------- |
| Чоловіки | 1046   | 188         | 96    | 285   | 293   | 160   | 24       |
| Жінки | 1104   | 168         | 128   | 256   | 268   | 223   | 61       |
| \| Статево-вікова піраміда \| Статево-вікова піраміда \| Статево-вікова піраміда \| \| ----------------------- \| ----------------------- \| ----------------------- \| \| Чоловіки \| Вік \| Жінки \| \| 24 \| 85 + \| 61 \| \| 36 \| 80-84 \| 55 \| \| 32 \| 75-79 \| 68 \| \| 40 \| 70-74 \| 60 \| \| 52 \| 65-69 \| 40 \| \| 72 \| 60-64 \| 68 \| \| 56 \| 55-59 \| 84 \| \| 68 \| 50-54 \| 60 \| \| 97 \| 45-49 \| 56 \| \| 109 \| 40-44 \| 76 \| \| 60 \| 35-39 \| 56 \| \| 68 \| 30-34 \| 68 \| \| 48 \| 25-29 \| 56 \| \| 64 \| 20-24 \| 60 \| \| 32 \| 15-20 \| 68 \| \| 72 \| 10-14 \| 60 \| \| 80 \| 5-9 \| 64 \| \| 36 \| 0-4 \| 44 \| |        |             |       |       |       |       |          |
| Статево-вікова піраміда |        |             |       |       |       |       |          |
| Чоловіки | Вік    | Жінки       |       |       |       |       |          |
| 24 | 85 +   | 61          |       |       |       |       |          |
| 36 | 80-84  | 55          |       |       |       |       |          |
| 32 | 75-79  | 68          |       |       |       |       |          |
| 40 | 70-74  | 60          |       |       |       |       |          |
| 52 | 65-69  | 40          |       |       |       |       |          |
| 72 | 60-64  | 68          |       |       |       |       |          |
| 56 | 55-59  | 84          |       |       |       |       |          |
| 68 | 50-54  | 60          |       |       |       |       |          |
| 97 | 45-49  | 56          |       |       |       |       |          |
| 109 | 40-44  | 76          |       |       |       |       |          |
| 60 | 35-39  | 56          |       |       |       |       |          |
| 68 | 30-34  | 68          |       |       |       |       |          |
| 48 | 25-29  | 56          |       |       |       |       |          |
| 64 | 20-24  | 60          |       |       |       |       |          |
| 32 | 15-20  | 68          |       |       |       |       |          |
| 72 | 10-14  | 60          |       |       |       |       |          |
| 80 | 5-9    | 64          |       |       |       |       |          |
| 36 | 0-4    | 44          |       |       |       |       |          |

## Економіка
2010 року серед 1190 осіб працездатного віку (15—64 років) 905 були активними, 285 — неактивними (показник активності 76,1%, у 1999 році було 74,6%). З 905 активних мешканців працювало 825 осіб (456 чоловіків та 369 жінок), безробітними було 80 (34 чоловіки та 46 жінок). Серед 285 неактивних 76 осіб було учнями чи студентами, 128 — пенсіонерами, 81 була неактивною з інших причин.

У 2010 році в муніципалітеті числилось 975 оподаткованих домогосподарств, у яких проживали 2185,5 особи, медіана доходів виносила 16 991 євро на одного особоспоживача